# Eleição para o Senado federal por Delaware em 2010
A eleição para governador do estado americano do Delaware em 2010 aconteceu no dia 2 de novembro de 2010 em simultâneo com as eleições para o Senado dos Estados Unidos em outros estados, bem como as eleições para a Câmara dos Deputados e as eleições locais. Será uma eleição especial para preencher avaga atualmente ocupado por Ted Kaufman deixada pelo então vice-presidente eleito Joe Biden.

## Nomeação Democrata
| Candidato   | Afiliado  | Votos | Resultado |
| Chris Coons | Democrata |       | eleito    |

## Nomeação Republicana
| Candidato           | Afiliado    | Votos  | Resultado |
| Christine O'Donnell | Republicano | 30.561 | 53,1%     |
| Michael N. Castle   | Republicano | 27.021 | 46,9%     |

## Eleição Geral

### Candidatos
- Chris Coons (D)
- Christine O’Donnell (R)
- James Rash (L)
- Glenn Miller (I)

### Pesquisas
| Fonte                 | Data                  | Entrevistados | Margem de erro | Chris Coons (D) | Christine O’Donnell (R) | Outros | Não sabe/ Ninguém |
| --------------------- | --------------------- | ------------- | -------------- | --------------- | ----------------------- | ------ | ----------------- |
| Rasmussen Reports     | 14 de julho de 2010   | 500           | ± 4.5%         | 39%             | 41%                     | 7%     | 12%               |
| Public Policy Polling | 7-8 de agosto de 2010 | 600           | ± 4.0%         | 44%             | 37%                     | --     | 19%               |

### Fundos
| Candidato (Partido)                | Receitas   | Desembolsos | Dinheiro na mão | Dívida   |
| ---------------------------------- | ---------- | ----------- | --------------- | -------- |
| Michael Castle (R)                 | $3,001,009 | $1,216,208  | $2,647,545      | $0       |
| Christine O'Donnell (R)            | $170,633   | $91,549     | $69,931         | $11,751  |
| Christopher A. Coons (D)           | $1,352,332 | $398,798    | $953,533        | $250,000 |
| Fonte: Federal Election Commission |            |             |                 |          |

### Resultados
| Eleição para o senado de Delaware em 2010 | Eleição para o senado de Delaware em 2010 | Eleição para o senado de Delaware em 2010 | Eleição para o senado de Delaware em 2010 | Eleição para o senado de Delaware em 2010 | Eleição para o senado de Delaware em 2010 |
| Partido                                   | Candidato                                 | Votos                                     | %                                         |                                           |                                           |
| Democrata                                 | Chris Coons                               | 173.900                                   | 56,6%                                     |                                           |                                           |
| Republicano                               | Christine O'Donnell                       | 123.025                                   | 40,0%                                     |                                           |                                           |
| Independente                              | Glenn Miller                              | 8.199                                     | 2,7%                                      |                                           |                                           |
| Libertário                                | James Rash                                | 2.101                                     | 0,7%                                      |                                           |                                           |
| votos válidos                             | votos válidos                             | 307.225                                   |                                           |                                           |                                           |
| Inválido ou votos em branco               | Inválido ou votos em branco               |                                           |                                           |                                           |                                           |
| Total                                     | Total                                     |                                           |                                           |                                           |                                           |
| ----------------------------------------- | ----------------------------------------- | ----------------------------------------- | ----------------------------------------- | ----------------------------------------- | ----------------------------------------- |